# 加古川市立野口小学校
加古川市立野口小学校（かこがわしりつ のぐちしょうがっこう）は、兵庫県加古川市野口町にある公立小学校である。

## 沿革

### 経緯
加古川市立野口小学校は、1872年の学制発布により設立された至善小学校、好文小学校、諏訪小学校を起源とする。1873年8月に野口小学校が設置された。1941年の国民学校令により野口国民学校と改称したが、 1947年の学制改革より、野口村野口小学校となった。1956年、新設合併により加古川市が設置され、加古川市立野口小学校に改称された。

### 年表
- 1872年12月 -  学制発布により、至善小学校 、好文小学校、諏訪小学校の三校が設置される。
- 1873年8月 -  至善・諏訪小学校を好文小学校に合併し、新たに野口小学校と改称される。
- 1891年7月 -  野口尋常小学校と改称される。
- 1912年4月 -  高等科を併置し、野口尋常高等小学校と改称される。
- 1941年4月 -  国民学校令に伴い、野口国民学校と改称される。
- 1947年4月 -  学制改革により野口村野口小学校と改称される。高等科は加古川市立中部中学校となる。
- 1950年6月 -  加古川市立野口小学校に改称される。
- 1977年4月1日 -  加古川市立野口北小学校が設置され、校区を分離する。
- 1984年4月 -  加古川市立野口南小学校が設置され、校区を分離する。

## 学校行事
| - 4月 始業式、入学式 - 5月 - 6月 | - 7月 修業式 - 8月 - 9月 始業式 | - 10月 - 11月 - 12月 修業式 | - 1月 始業式 - 2月 - 3月 修業式、卒業式 |

## 教育目標
自主・自律の心を育てる
心豊かに自ら学ぶ子の育成

## 通学区域
- 加古川市
  - 野口町の一部[1]

おおむね加古川バイパス以南の国道2号に沿った区域、別府川とイオン加古川に囲まれた区域である。

## 進学先中学校
- 加古川市立中部中学校

## 交通
- JR西日本山陽本線加古川駅より徒歩27分

## 通学区域が隣接している学校
- 加古川市立野口南小学校
- 加古川市立尾上小学校
- 加古川市立鳩里小学校
- 加古川市立氷丘南小学校
- 加古川市立氷丘小学校
- 加古川市立野口北小学校
- 加古川市立平岡北小学校
- 加古川市立平岡小学校